# Fédération péruvienne de rugby à XV
La Fédération péruvienne de rugby à XV est l'instance qui régit l'organisation du rugby à XV au Pérou.
Le rôle de cette fédération nationale est successivement rempli par deux organismes distincts : l'Union Peruana de Rugby puis la Federación Peruana de Rugby.

## Historique

### De 1997 à 2002
Afin de permettre l'organisation officielle d'un championnat national, les quatre clubs de l'époque, le Markhamians Rugby Club, le Club de Rugby de San Isidro, ainsi que les équipes universitaires de l'université de Lima et de l'université pontificale catholique du Pérou, prennent l'initiative de donner naissance à une fédération nationale de rugby : l'Union Peruana de Rugby est fondée le 11 février 1997.
À l'occasion du championnat sud-américain des moins de 19 ans disputé quelques mois plus tôt au Chili, en septembre 1996, la Confederación Sudamericana de Rugby, organisme sud-américain du rugby, invite les représentants du rugby péruvien en tant qu'observateurs. Une fois l'instance de ce dernier formalisée, elle devient par la suite membre de l'organisme continental en octobre 1997,. En avril 1999, elle intègre l'International Rugby Board, organisme international du rugby,.

### Depuis 2002
La Federación Peruana de Rugby remplace entre-temps, à partir de 2002, l'Union Peruana de Rugby.
Elle est membre du Comité olympique péruvien.

## Identité visuelle
Le tumi, couteau de sacrifice caractéristique de la civilisation inca, est choisi comme symbole du rugby péruvien vers le milieu des années 1990. Il est représenté sur le logo de la fédération. Le premier drapeau du Pérou à figures triangulaires, créé par le général San Martín, est également repris en arrière-plan.
En juin 2020, la fédération dévoile une troisième version de son logo, conservant le tumi et  comme symbole en y ajoutant plusieurs éléments graphiques caractéristiques : un ballon de rugby en son centre, inspiré d'un des premiers visuels de l'institution péruvienne, ainsi que sept ovales et huit triangles sur sa coiffe, symbolisant les arrières et avants composant une équipe de rugby à XV,.

Évolution du logo
Logo abandonné en 2020.
Logo instauré en 2020.

## Présidents
Parmi les personnes se succédant au poste de président de la fédération, on retrouve :
- Néstor Corbetto[8],[2]
- Sisy Quiroz[10]
- depuis 2021 : Daniel Cino[11]